# 1-faset asynkron motor
1 faset induktionsmotor med driftkondensator. Består af to poler og derfor en fase. 
Den fremstilles med lav inertimoment og dermed en kort start og stoptid.
| Elektronik | Spire Denne artikel om elektronik er en spire som bør udbygges. Du er velkommen til at hjælpe Wikipedia ved at udvide den. |